# Liste de villes d'Indonésie

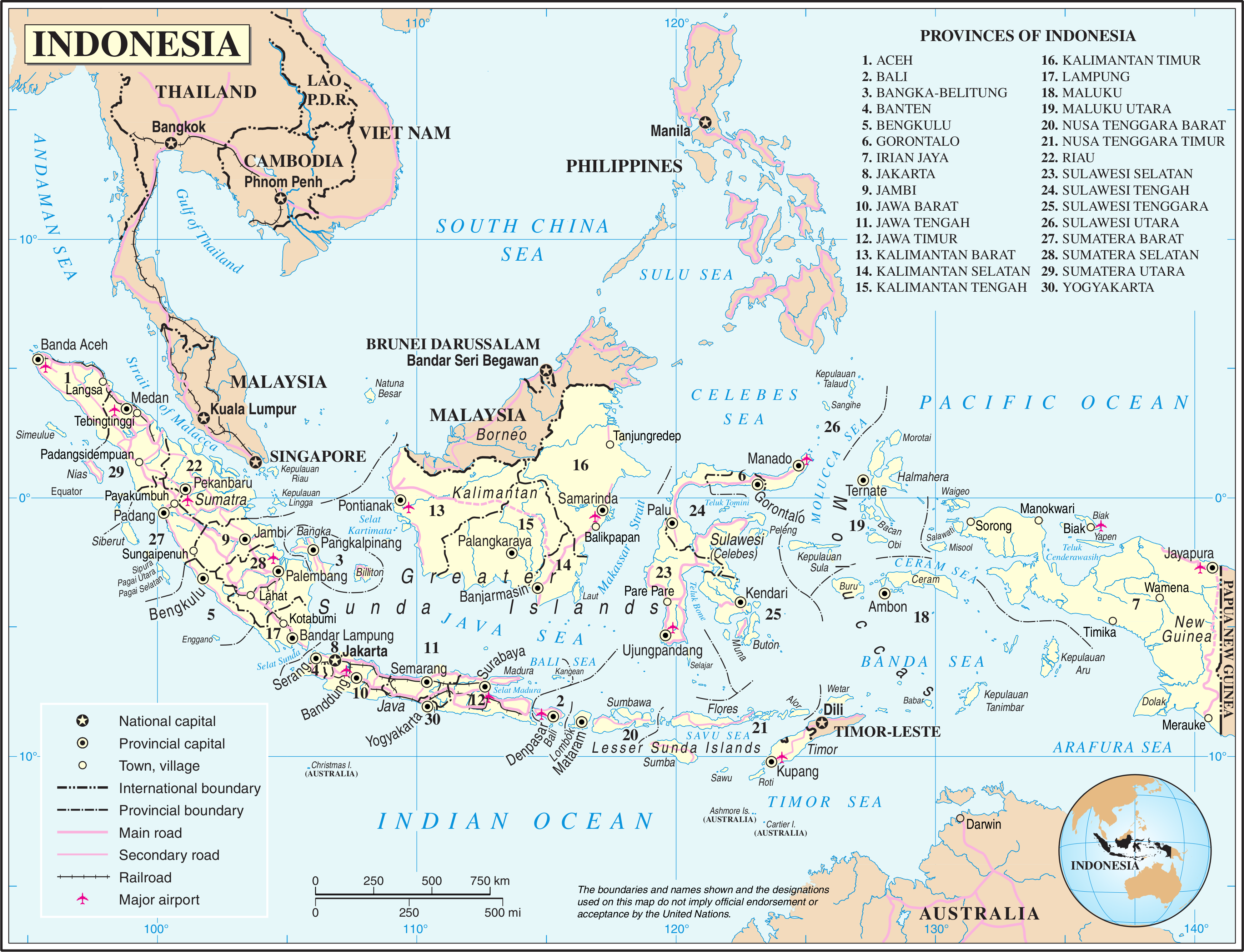
Carte d'Indonésie

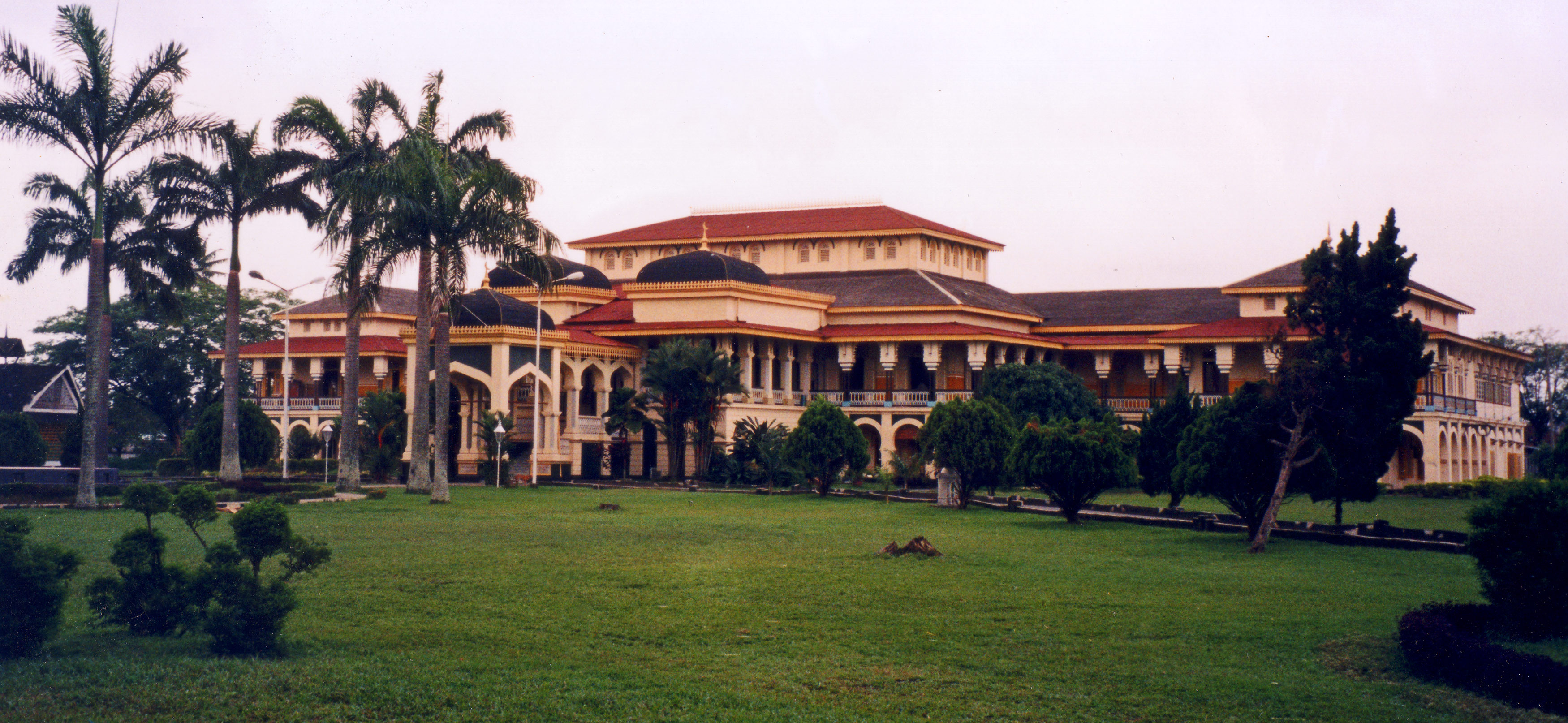
Medan

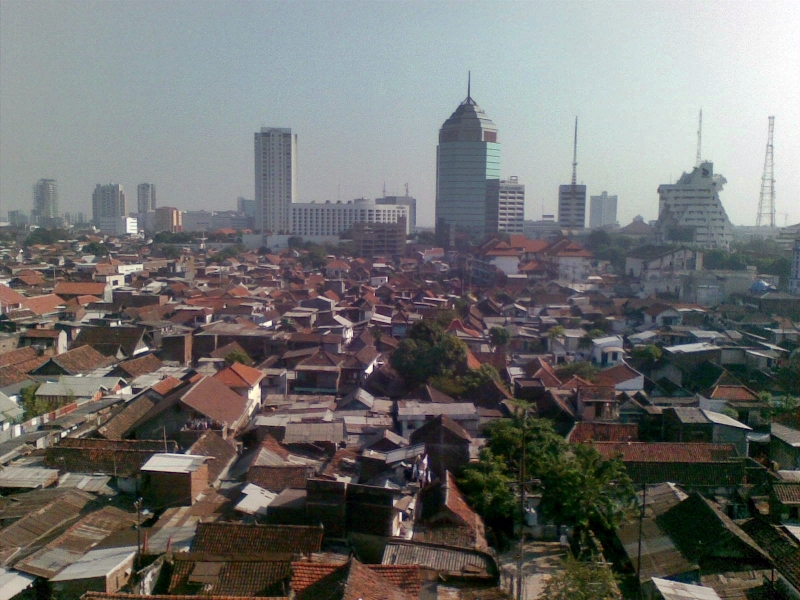
Surabaya

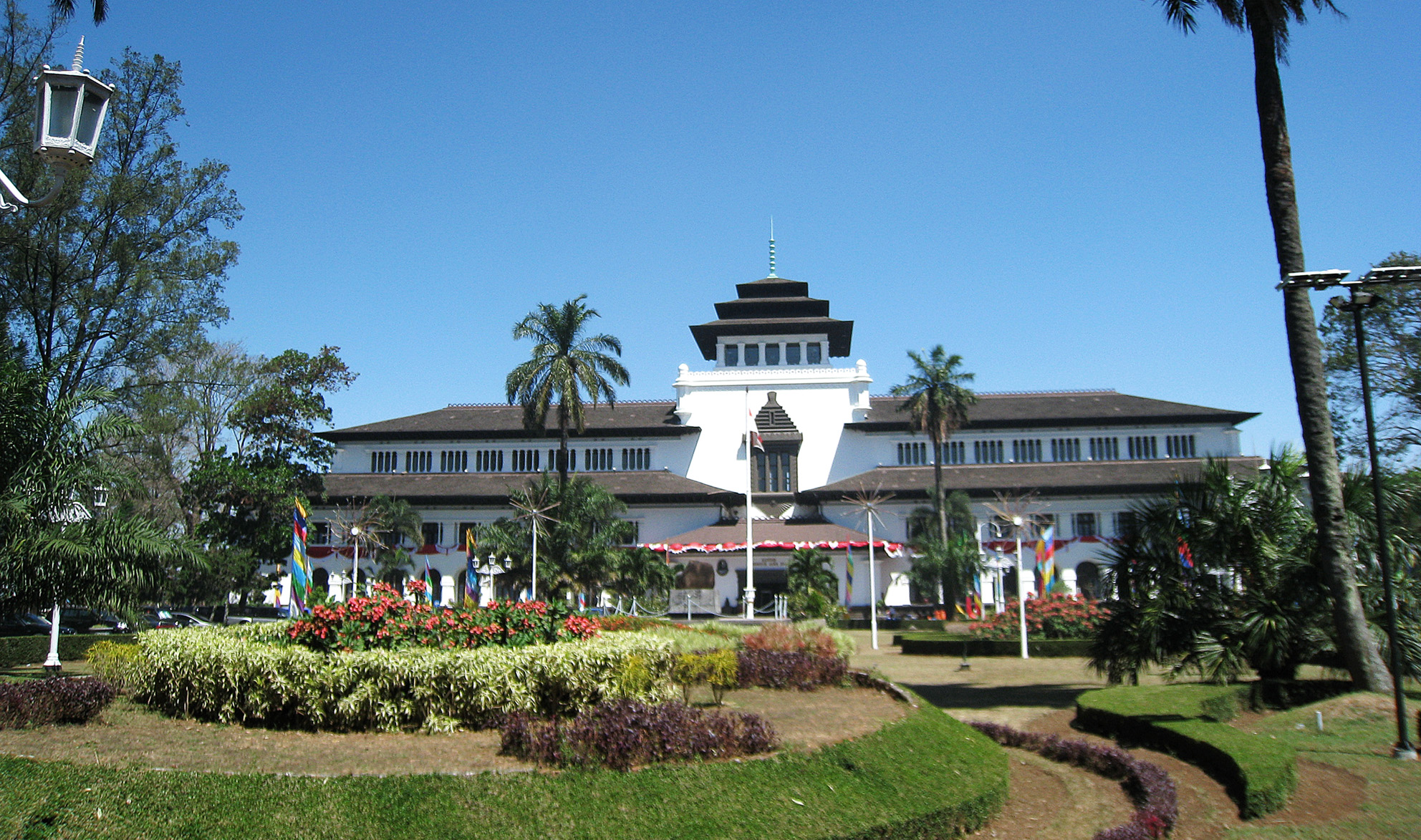
Bandung

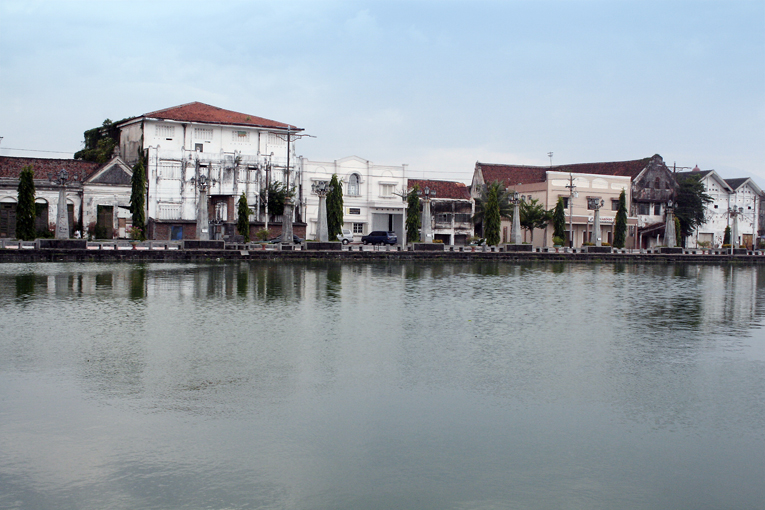
Semarang

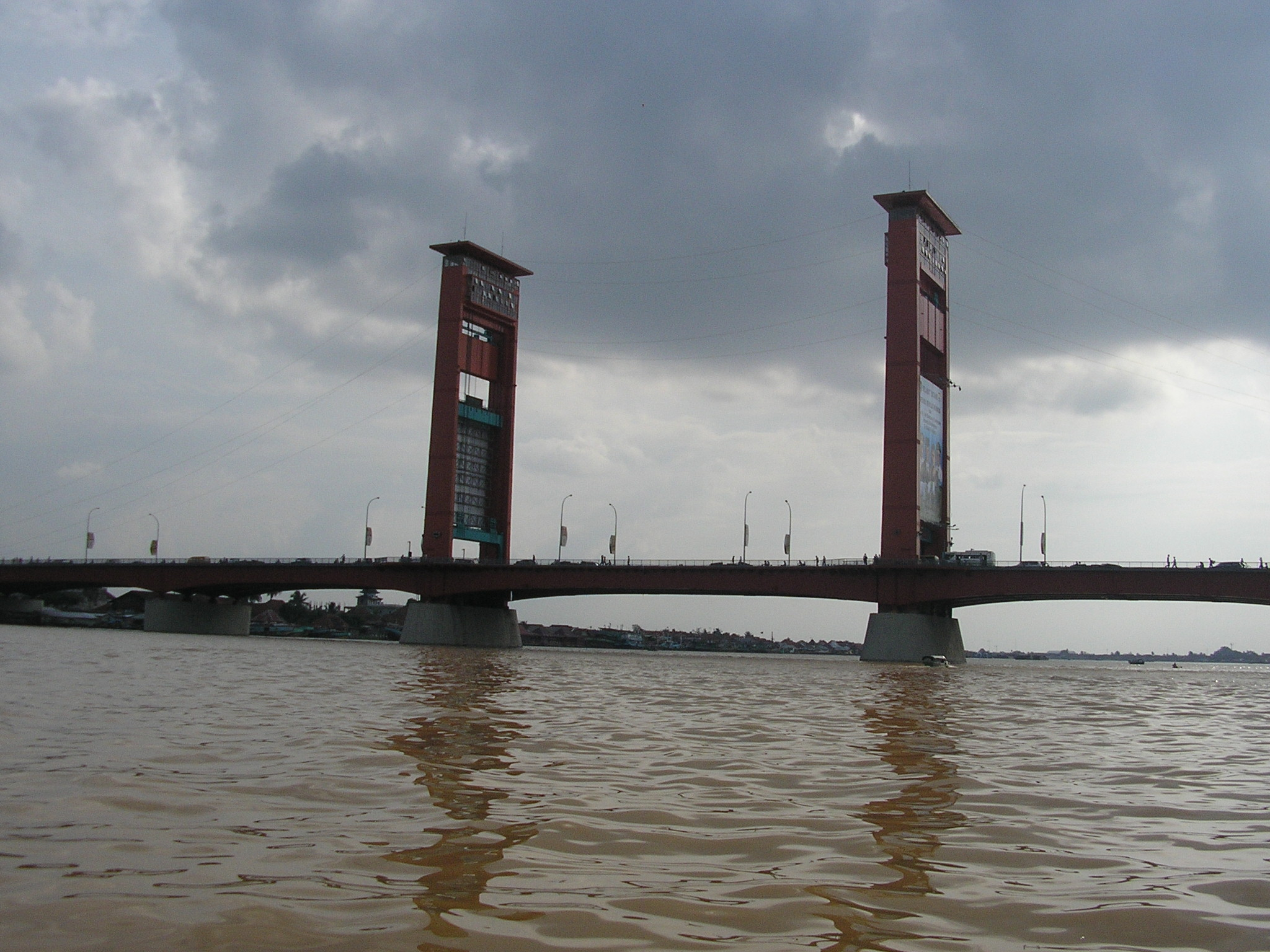
Palembang

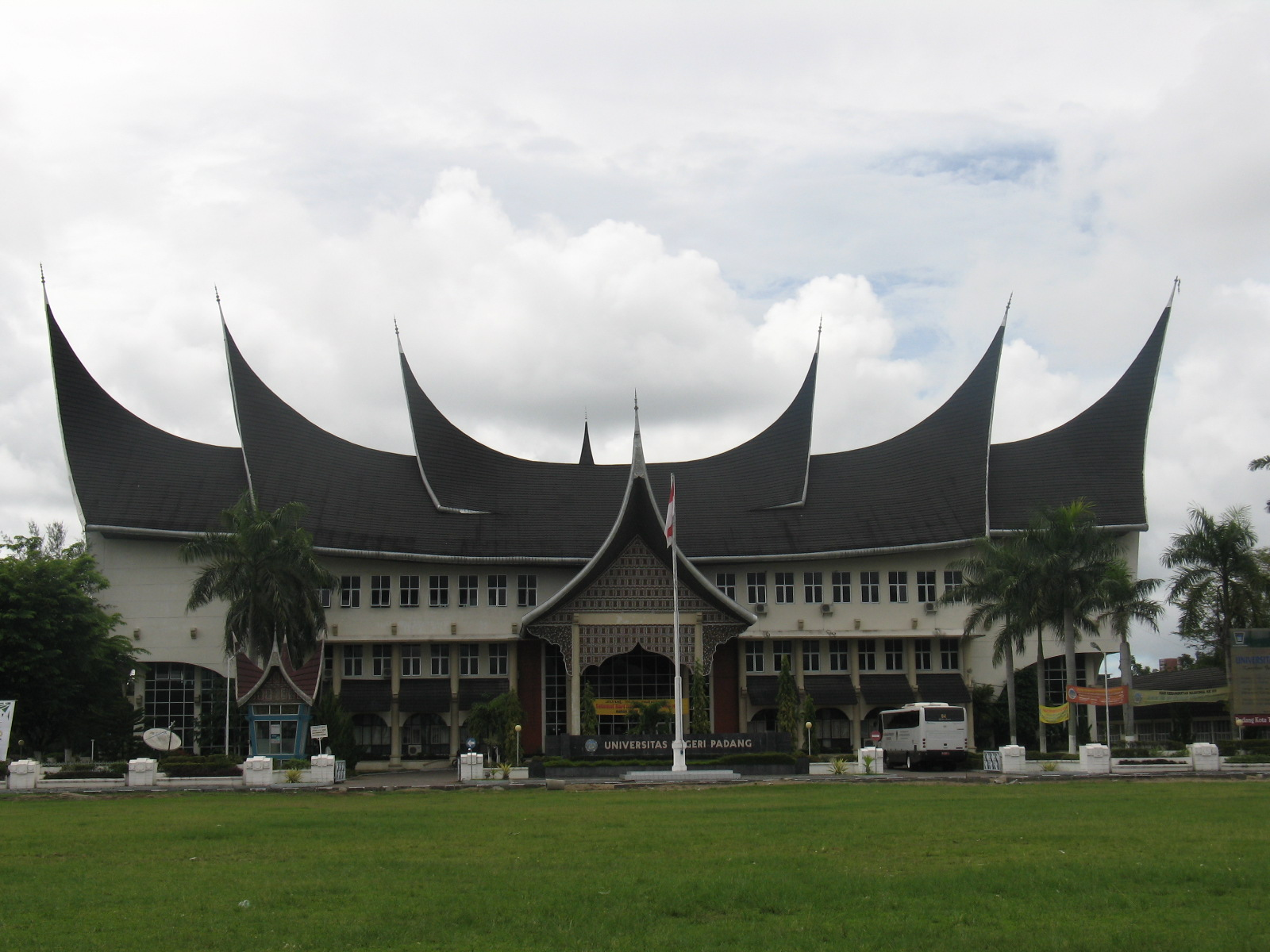
Padang

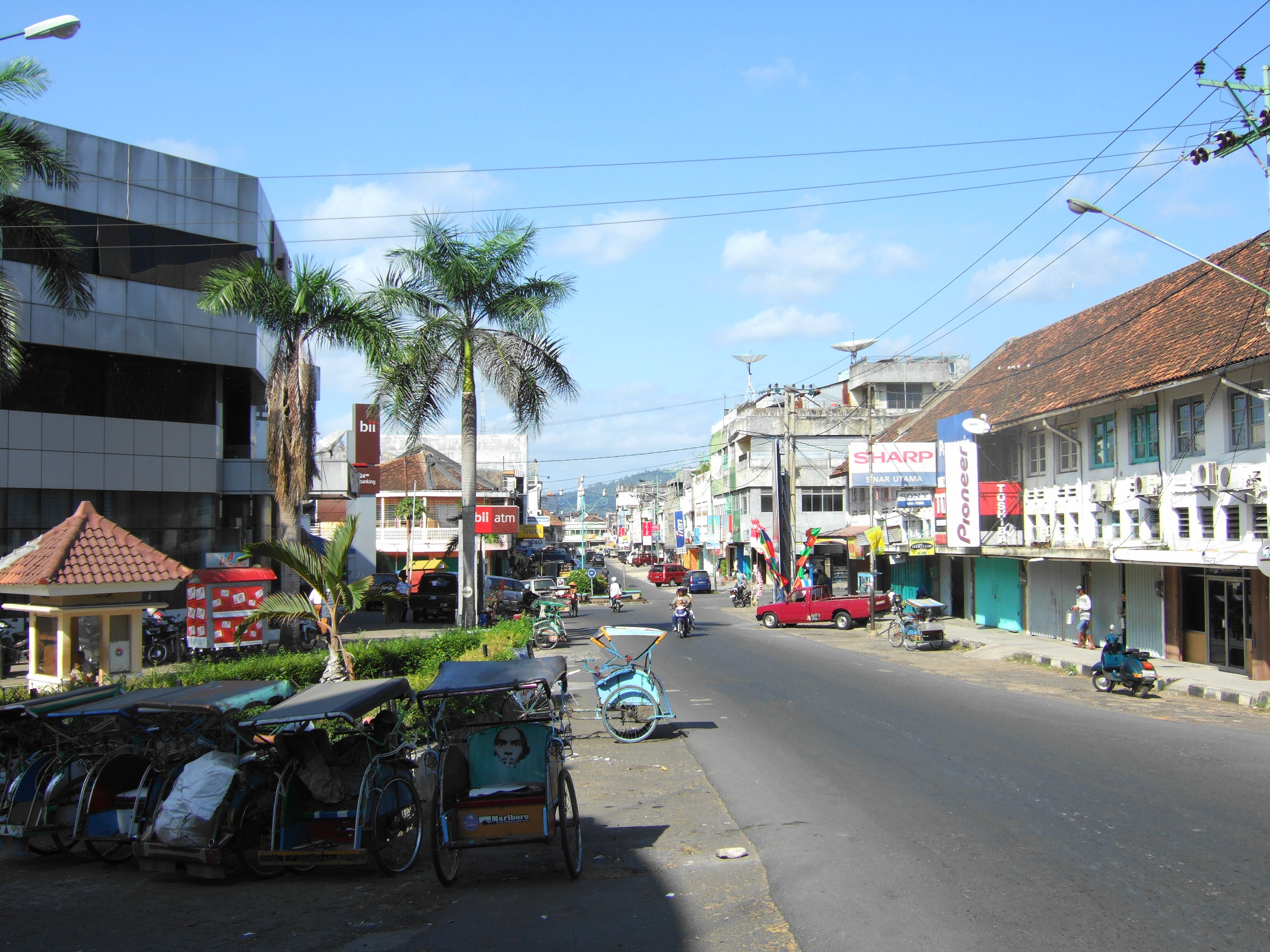
Bandar Lampung

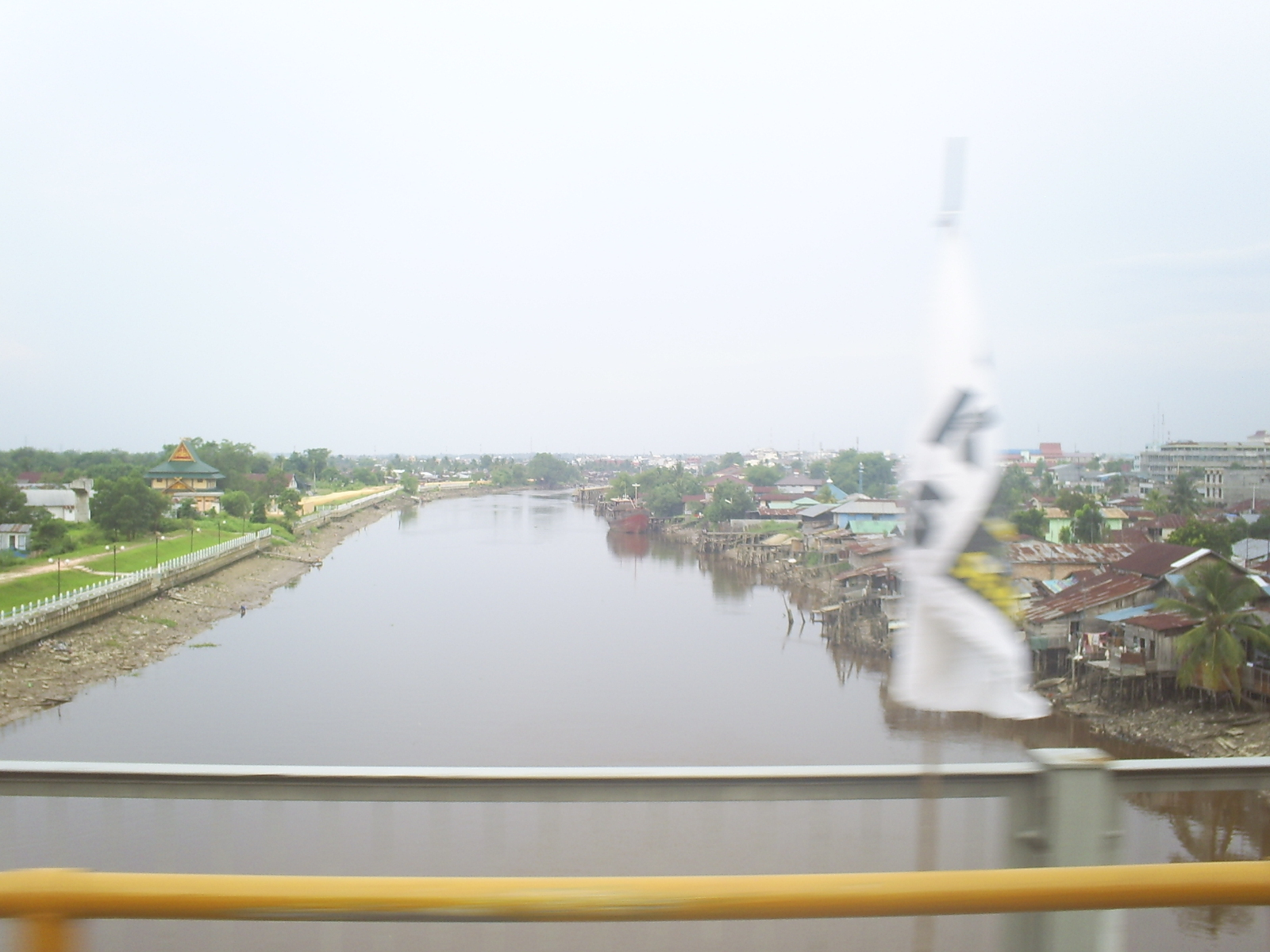
Pekanbaru

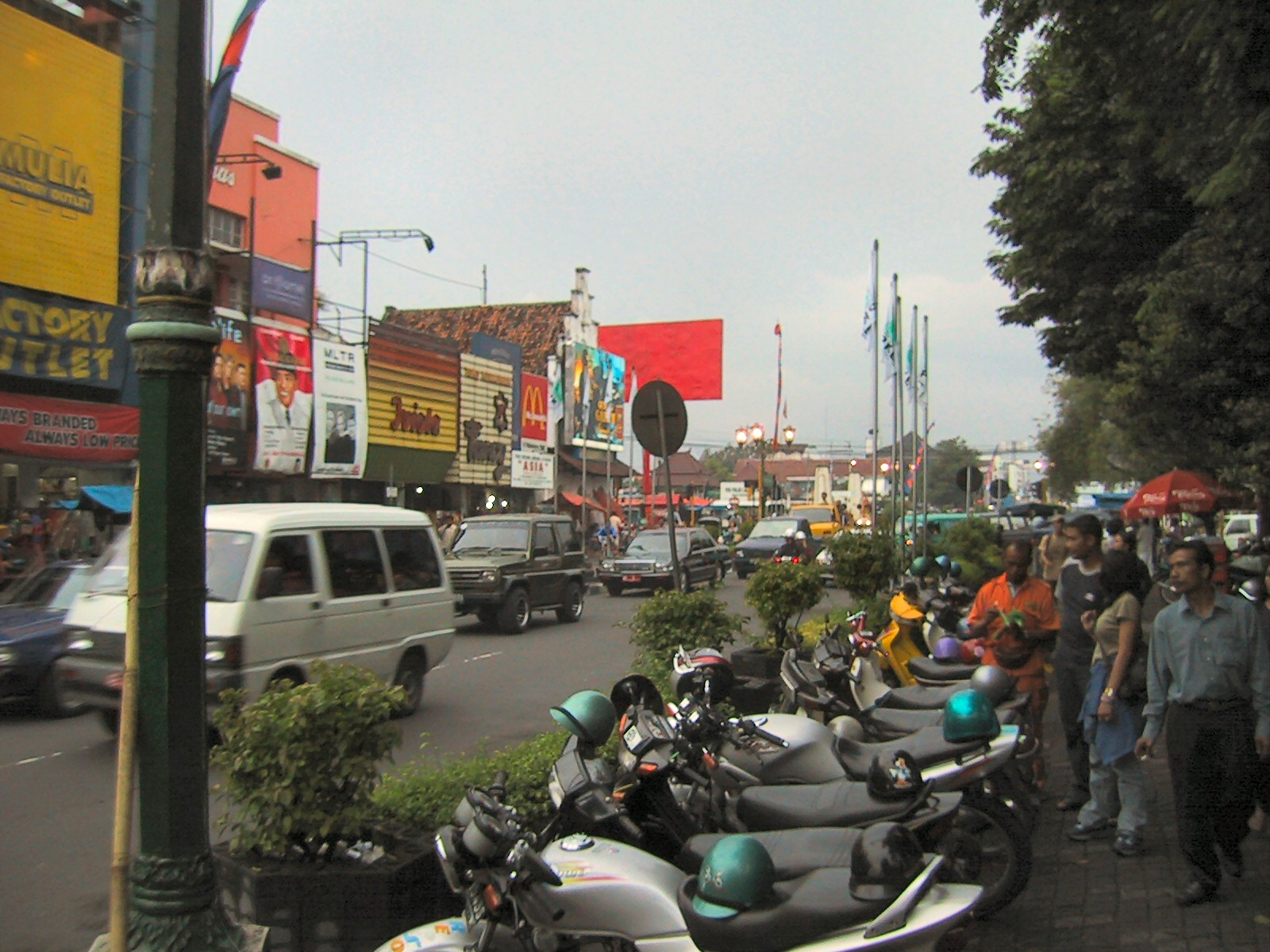
Yogyakarta

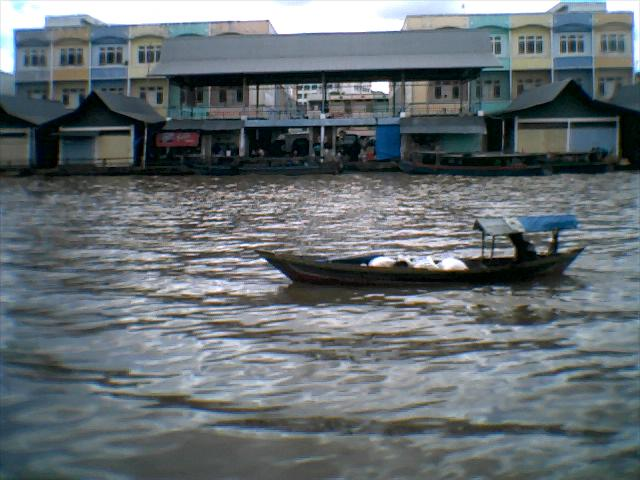
Banjarmasin

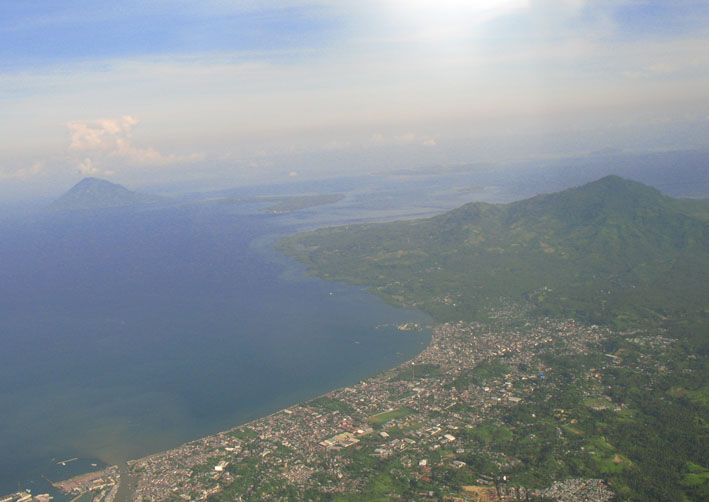
Manado

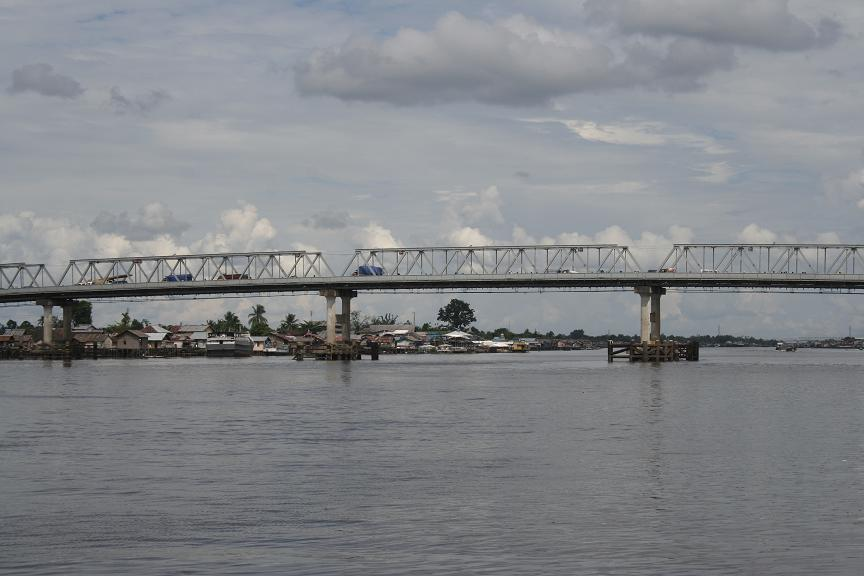
Pontianak

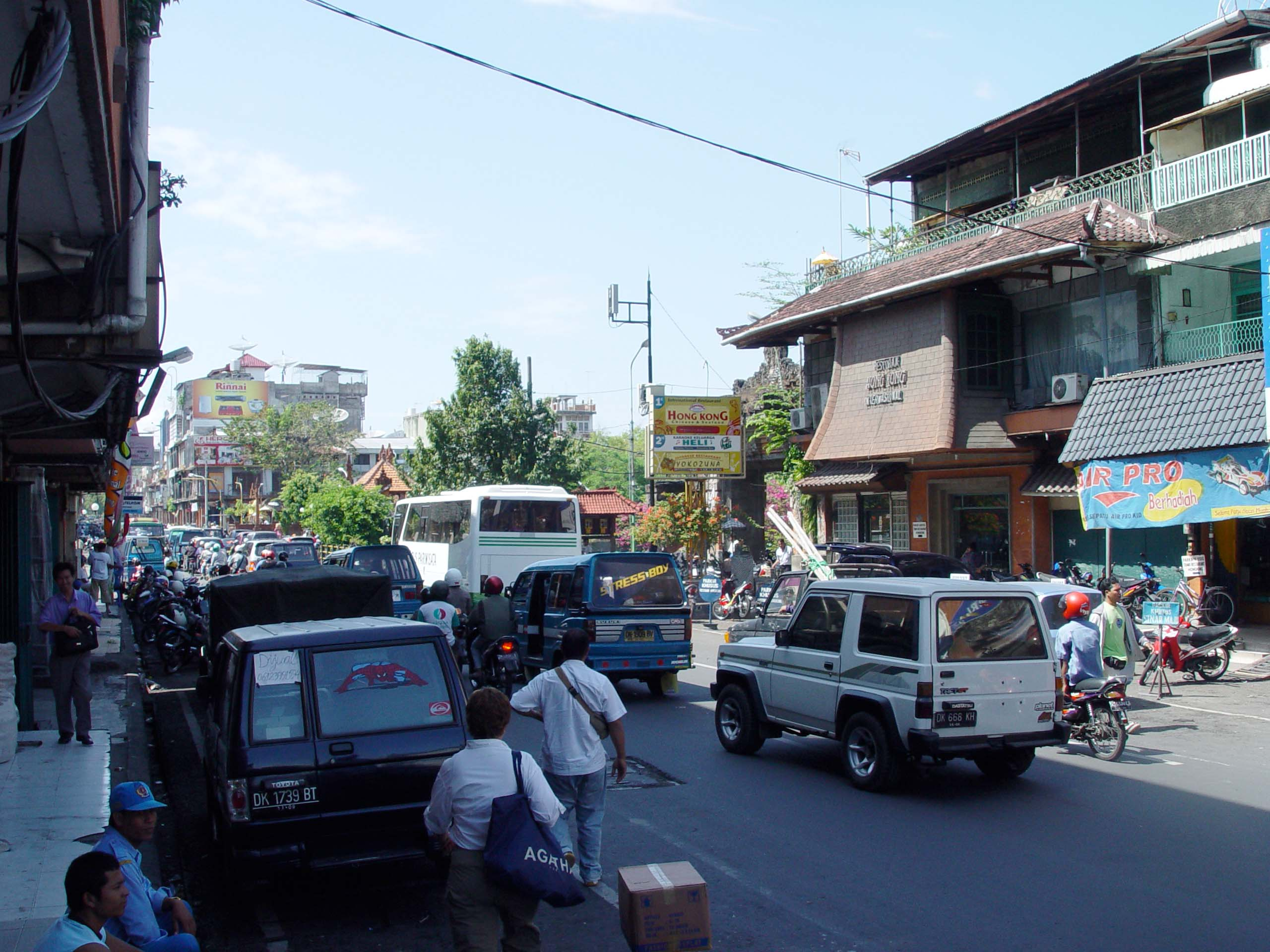
Denpasar

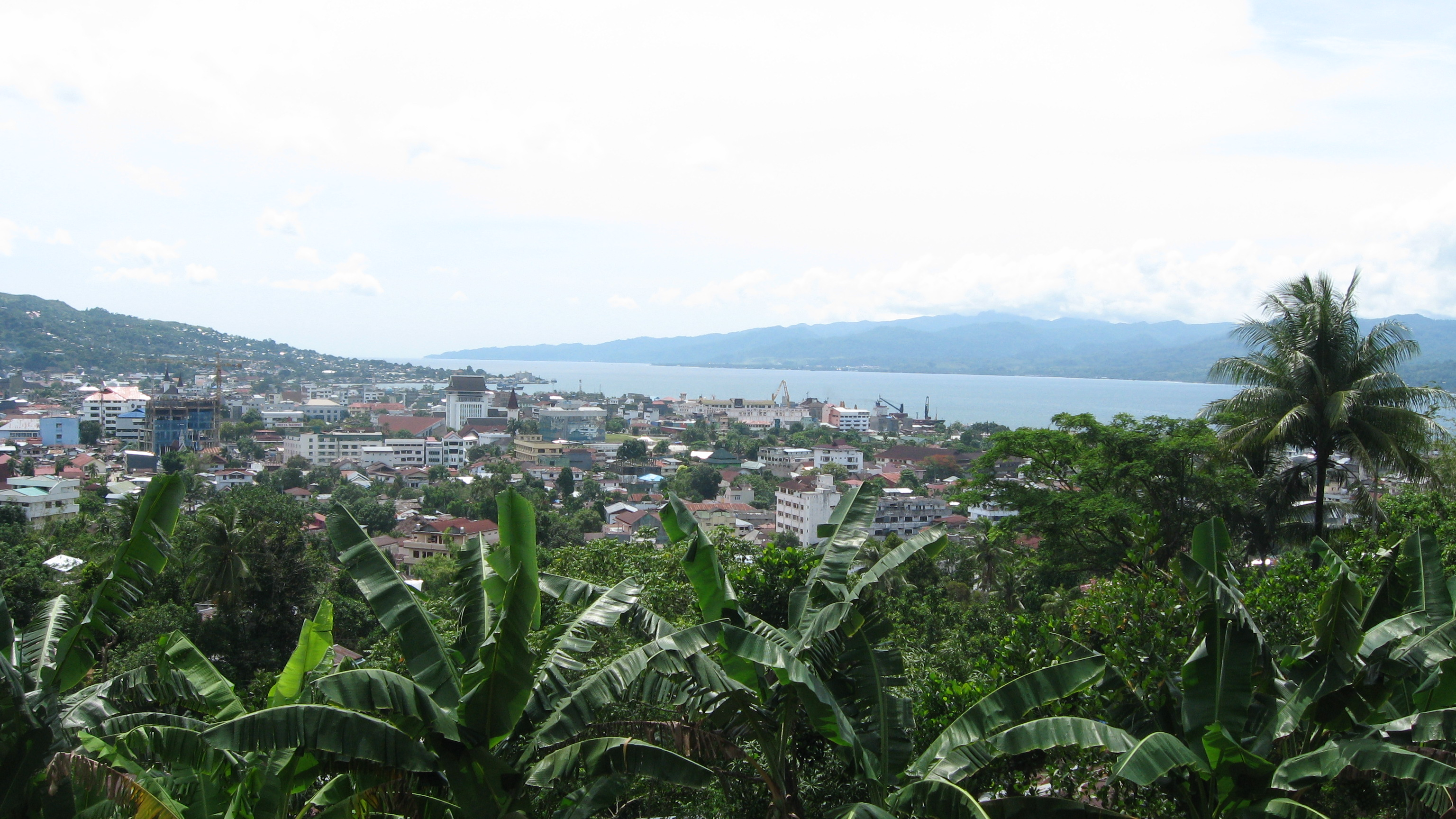
Ambon

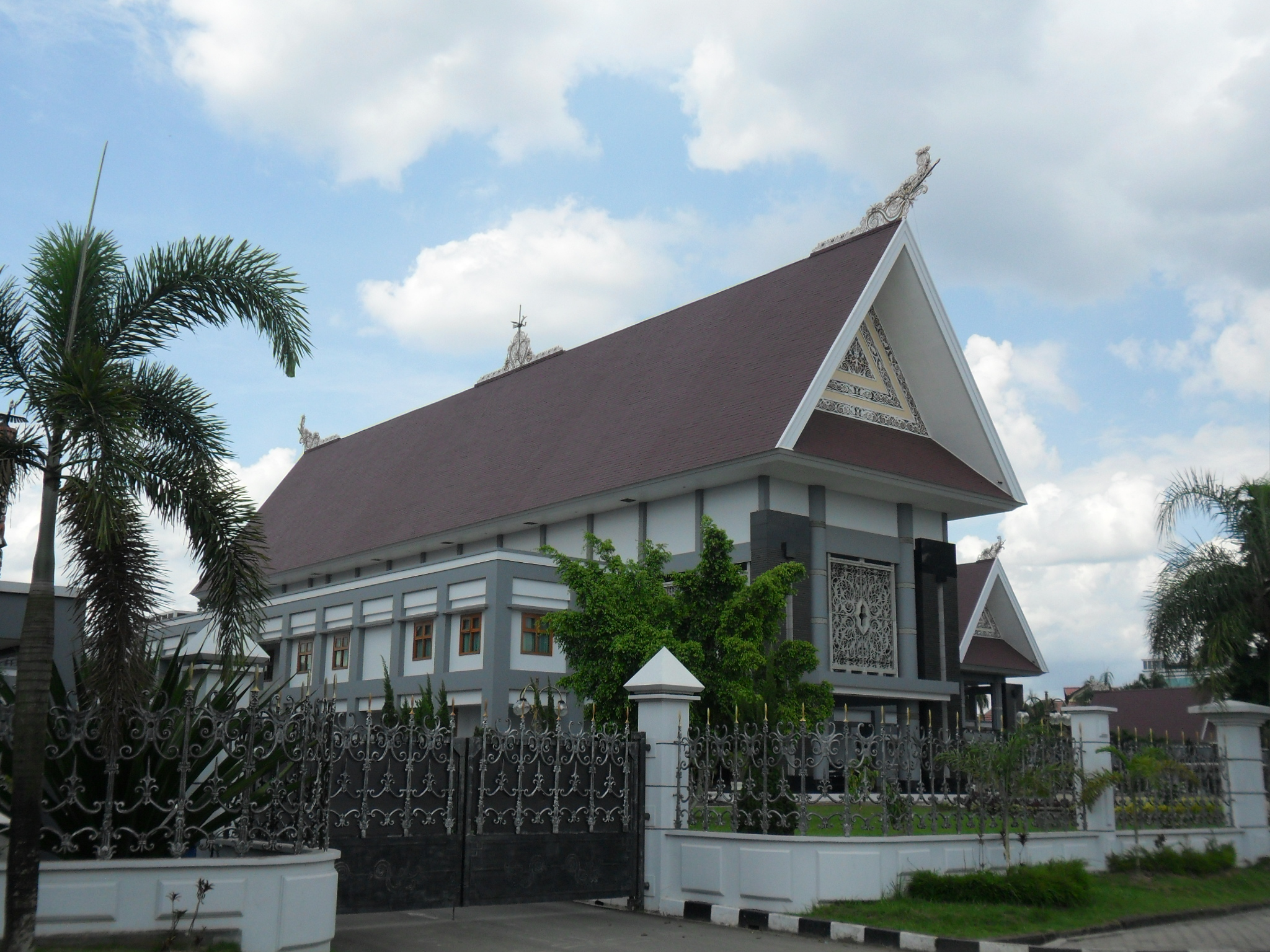
Samarinda

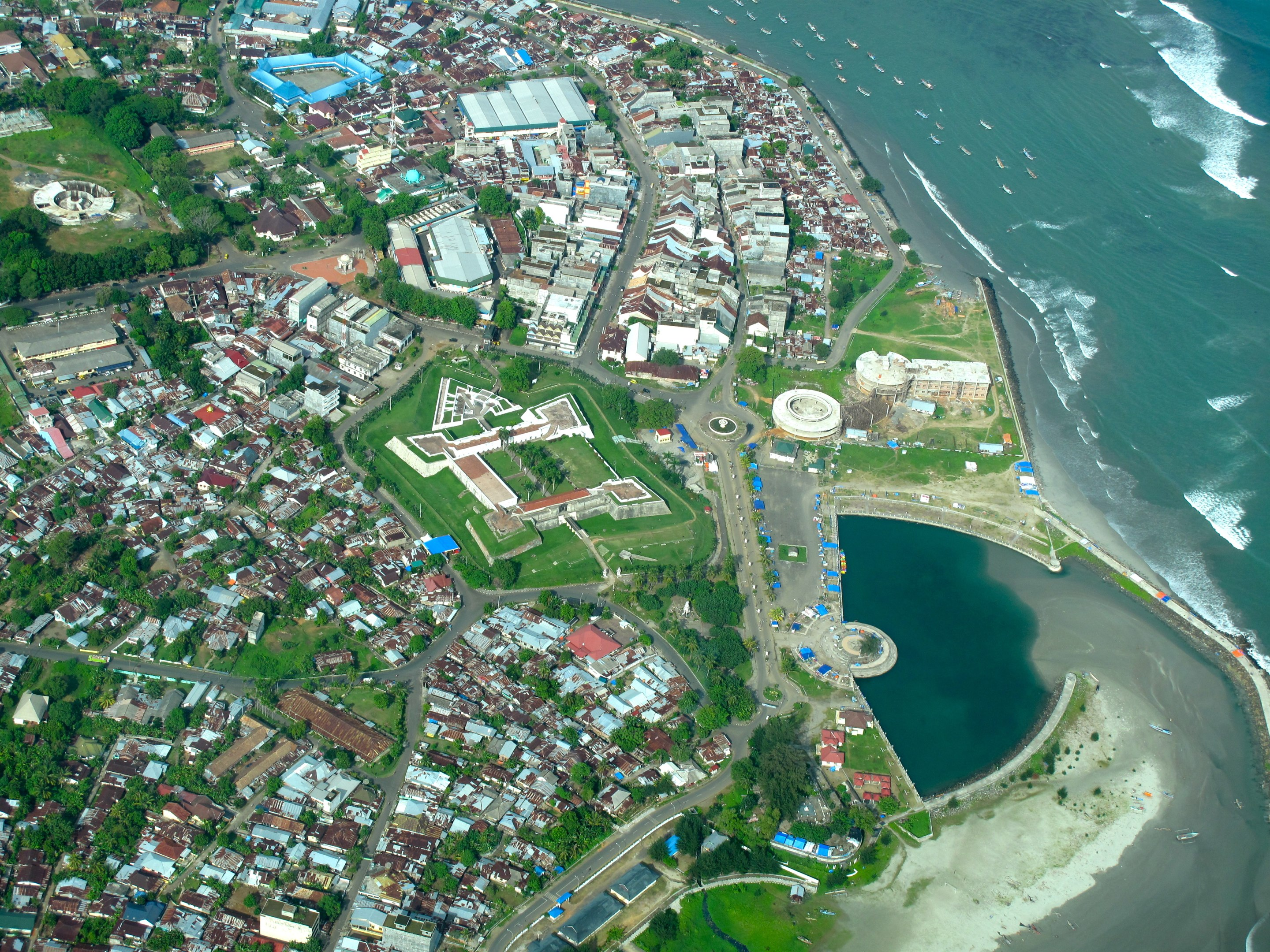
Bengkulu

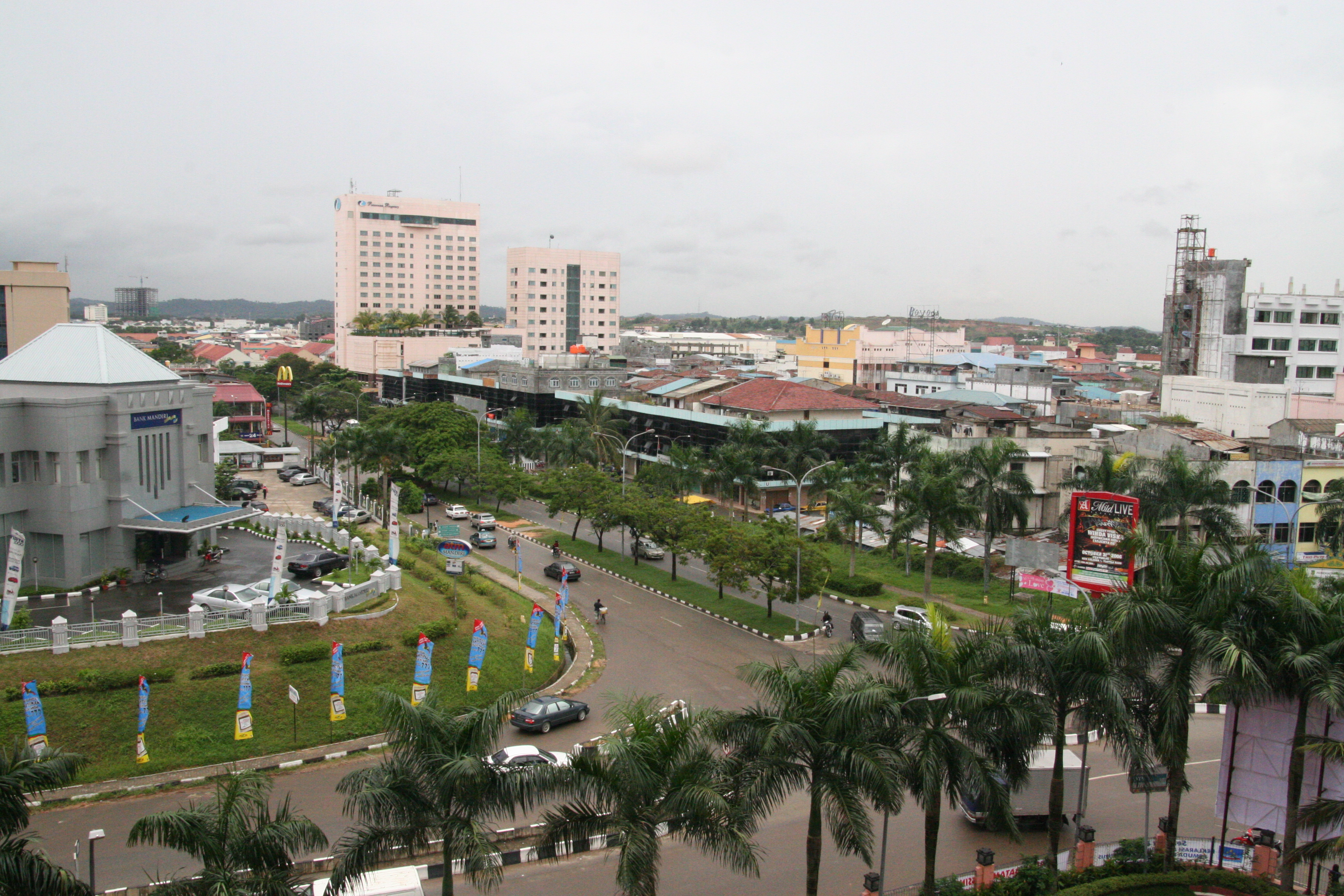
Batam

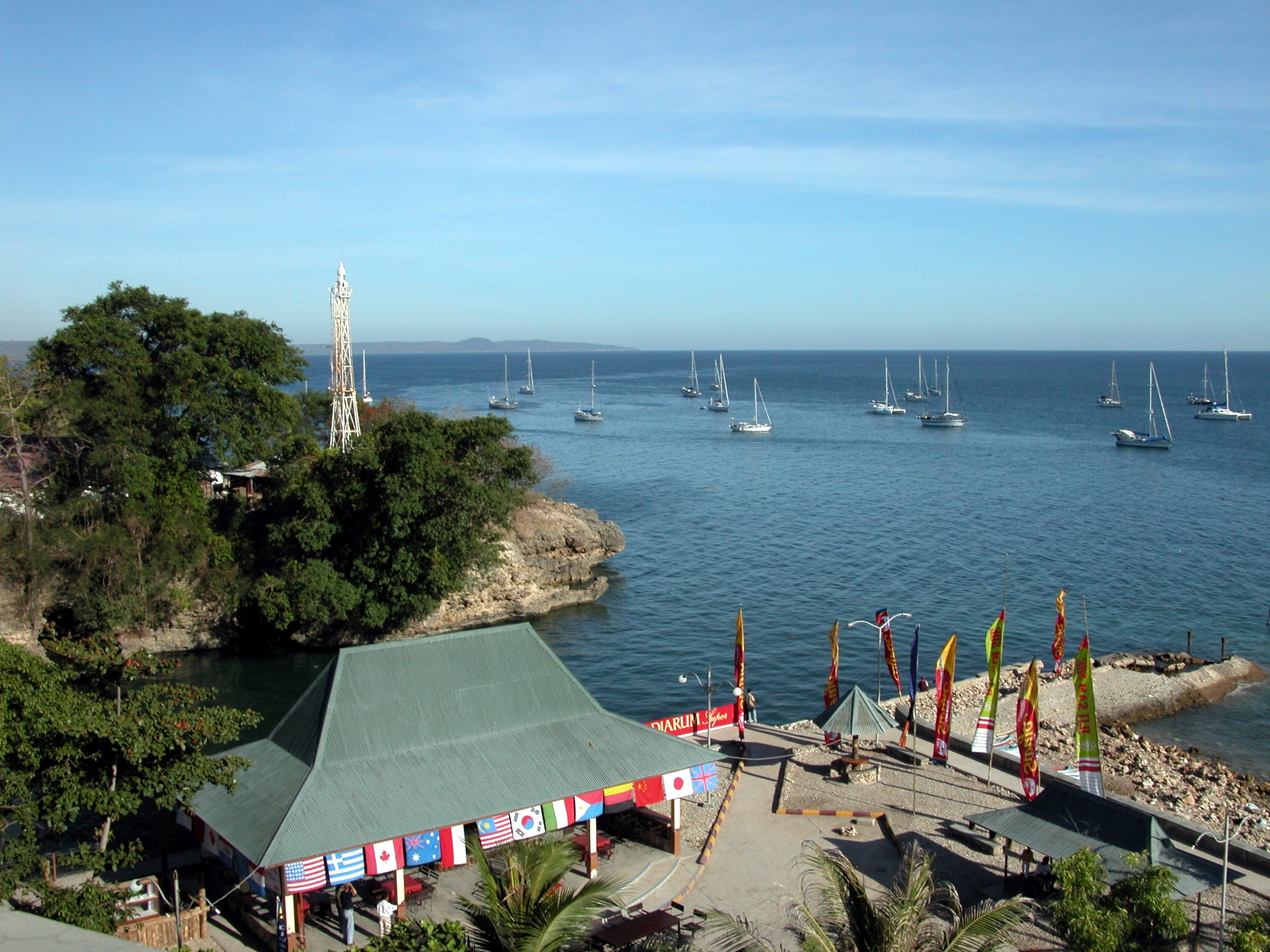
Kupang

Les villes d'Indonésie ont en général le statut de kecamatan, une subdivision du kabupaten (département). Le kabupaten est lui-même une subdivision de la province.
Un kecamatan est administré par un camat, fonctionnaire nommé par le bupati (préfet).
Quand elle atteint une certaine importance, ou pour des raisons historiques, une ville peut acquérir le statut de kota ou ville. Une kota est une unité administrative territoriale du même niveau que le kabupaten. Cela signifie notamment que :
- d'une part elle est administrée par une personne élue au suffrage direct, le walikota ou maire de ville ;
- d'autre part, elle possède un dewan perwakilan daerah, assemblée régionale élue.

Dans ce cas, la kota sera distinguée administrativement du kabupaten dans lequel elle se trouve.

## Liste de villes d'Indonésie
| Rang | Nom                 | Cens. 1990 | Cens. 2000 | Cal. 2007 | Kota | Province                              |
| ---- | ------------------- | ---------- | ---------- | --------- | ---- | ------------------------------------- |
| 1    | Jakarta             | 8 222 515  | 8 389 443  | 8 568 838 | oui  | Jakarta                               |
| 2    | Surabaya            | 2 410 417  | 2 397 765  | 2 358 111 | oui  | Java oriental                         |
| 3    | Medan               | 1 601 606  | 1 703 885  | 1 763 874 | oui  | Sumatra du Nord                       |
| 4    | Bandung             | 2 025 159  | 1 806 090  | 1 651 840 | oui  | Java occidental                       |
| 5    | Bekasi              | 644 284    | 1 294 258  | 1 619 775 | oui  | Java occidental                       |
| 6    | Tangerang           | 887 952    | 1 225 738  | 1 433 427 | oui  | Banten                                |
| 7    | Makassar            | 912 883    | 1 180 336  | 1 380 840 | oui  | Sulawesi du Sud                       |
| 8    | Depok               | 661 495    | 949 207    | 1 315 173 | oui  | Java occidental                       |
| 9    | Semarang            | 1 003 575  | 1 281 540  | 1 286 938 | oui  | Java central                          |
| 10   | Palembang           | 1 085 475  | 1 194 440  | 1 257 449 | oui  | Sumatra du Sud                        |
| 11   | Padang              | 477 064    | 705 044    | 899 349   | oui  | Sumatra occidental                    |
| 12   | Bandar Lampung      | 457 927    | 670 074    | 857 352   | oui  | Lampung                               |
| 13   | Bogor               | 271 341    | 691 421    | 801 570   | oui  | Java occidental                       |
| 14   | Malang              | 649 766    | 725 775    | 752 020   | oui  | Java oriental                         |
| 15   | Pekanbaru           | 341 255    | 528 679    | 705 470   | oui  | Riau                                  |
| 16   | Yogyakarta          | 412 059    | 559 099    | 669 870   | oui  | Yogyakarta                            |
| 17   | Banjarmasin         | 443 104    | 527 724    | 590 206   | oui  | Kalimantan du Sud                     |
| 18   | Surakarta           | 503 827    | 540 780    | 559 766   | oui  | Java central                          |
| 19   | Manado              | 275 214    | 388 008    | 479 715   | oui  | Sulawesi du Nord                      |
| 20   | Pontianak           | 387 441    | 432 732    | 462 730   | oui  | Kalimantan occidental                 |
| 21   | Balikpapan          | 309 234    | 396 909    | 447 327   | oui  | Kalimantan oriental                   |
| 22   | Jambi               | 301 430    | 376 312    | 437 716   | oui  | Jambi                                 |
| 23   | Denpasar            | 345 150    | 387 477    | 412 633   | oui  | Bali                                  |
| 24   | Cimahi              | 344 607    | 368 343    | 380 873   | oui  | Java occidental                       |
| 25   | Ambon               | 205 193    | 300 690    | 379 715   | oui  | Moluques                              |
| 26   | Pacet               | 47 949     | 245 763    | 368 040   | non  | Java occidental                       |
| 27   | Tambun              | 61 451     | 229 100    | 358 784   | non  | Java occidental                       |
| 28   | Samarinda           | 334 851    | 346 959    | 356 139   | oui  | Kalimantan oriental                   |
| 29   | Percut Sei Tuan     | 129 036    | 235 114    | 347 827   | non  | Sumatra du Nord                       |
| 30   | Bengkulu            | 146 395    | 242 695    | 340 406   | oui  | Bengkulu                              |
| 31   | Mataram             | 275 089    | 304 552    | 323 424   | oui  | Petites îles de la Sonde occidentales |
| 32   | Batam               | 82 358     | 533 521    | 311 765   | oui  | Îles Riau                             |
| 33   | Kupang              | 129 259    | 221 110    | 311 315   | oui  | Petites îles de la Sonde orientales   |
| 34   | Jember              | 218 529    | 271 494    | 309 676   | non  | Java oriental                         |
| 35   | Palu                | 142 767    | 227 412    | 307 508   | oui  | Sulawesi central                      |
| 36   | Cilegon             | 116 981    | 281 019    | 307 368   | oui  | Banten                                |
| 37   | Sukabumi            | 71 871     | 246 847    | 288 781   | oui  | Java occidental                       |
| 38   | Banda Aceh          | 143 360    | 209 334    | 268 913   | oui  | Aceh                                  |
| 39   | Tasikmalaya         | 179 766    | 279 931    | 266 719   | oui  | Java occidental                       |
| 40   | Kendari             | 94 825     | 174 742    | 264 220   | oui  | Sulawesi du Sud-Est                   |
| 41   | Cibadak             | 72 461     | 166 144    | 263 907   | non  | Java occidental                       |
| 42   | Pekalongan          | 227 375    | 248 884    | 261 014   | oui  | Java central                          |
| 43   | Cirebon             | 244 906    | 252 180    | 254 370   | oui  | Java occidental                       |
| 44   | Majalaya            | 93 179     | 171 252    | 253 853   | non  | Java occidental                       |
| 45   | Binjai              | 127 184    | 189 766    | 246 185   | non  | Sumatra du Nord                       |
| 46   | Sumedang            | 46 334     | 145 447    | 241 702   | non  | Java occidental                       |
| 47   | Cibungbulang        | 50 537     | 148 384    | 240 475   | non  | Java occidental                       |
| 48   | Purwakarta          | 95 934     | 167 152    | 239 152   | non  | Java occidental                       |
| 49   | Tegal               | 225 610    | 234 423    | 237 480   | oui  | Java central                          |
| 50   | Ciampea             | 42 701     | 152 335    | 236 056   | non  | Java occidental                       |
| 51   | Rengasdengklok      | 31 065     | 141 830    | 234 026   | non  | Java occidental                       |
| 52   | Kediri              | 235 333    | 236 305    | 233 964   | oui  | Java oriental                         |
| 53   | Cileungsi           | 56 656     | 148 804    | 231 322   | non  | Java occidental                       |
| 54   | Cibitung            | 51 828     | 143 705    | 227 965   | non  | Java central                          |
| 55   | Parung              | 53 026     | 135 148    | 226 690   | non  | Java occidental                       |
| 56   | Loa Janan           | ...        | 185 941    | 224 160   | non  | Kalimantan oriental                   |
| 57   | Curug               | 35 099     | 138 562    | 219 508   | non  | Banten                                |
| 58   | Purwokerto          | 202 452    | 213 359    | 218 187   | oui  | Java central                          |
| 59   | Leuwiliang          | 24 985     | 141 972    | 216 300   | non  | Java occidental                       |
| 60   | Cilacap             | 206 928    | 212 862    | 214 202   | oui  | Java central                          |
| 61   | Lembang             | 42 094     | 129 487    | 213 576   | non  | Java occidental                       |
| 62   | Ciputat             | 270 815    | 194 834    | 213 102   | non  | Banten                                |
| 63   | Pematang Siantar    | 203 822    | 206 200    | 209 908   | non  | Sumatra du Nord                       |
| 64   | Pondok Aren         | 92 674     | 151 768    | 208 186   | non  | Banten                                |
| 65   | Brebes              | 83 026     | 144 864    | 207 111   | non  | Java central                          |
| 66   | Karawang            | 145 041    | 180 450    | 206 416   | non  | Java occidental                       |
| 67   | Cibinong            | 101 317    | 155 228    | 203 913   | non  | Java occidental                       |
| 68   | Cikupa              | 40 903     | 123 806    | 202 331   | non  | Banten                                |
| 69   | Bojong Gede         | 48 151     | 126 022    | 195 676   | non  | Java occidental                       |
| 70   | Taman               | 106 975    | 154 040    | 193 851   | non  | Java central                          |
| 71   | Palangkaraya        | 99 693     | 148 197    | 193 335   | oui  | Kalimantan central                    |
| 72   | Banjar              | 25 932     | 116 450    | 191 377   | non  | Java occidental                       |
| 73   | Plumbon             | 55 572     | 122 551    | 190 861   | non  | Java occidental                       |
| 74   | Madiun              | 165 807    | 180 498    | 188 002   | oui  | Java oriental                         |
| 75   | Pemalang            | 152 667    | 174 229    | 187 862   | non  | Java central                          |
| 76   | Salatiga            | 98 012     | 144 721    | 185 189   | oui  | Java central                          |
| 77   | Perbaungan          | 25 673     | 111 850    | 181 538   | non  | Sumatra du Nord                       |
| 78   | Probolinggo         | 176 906    | 180 966    | 181 402   | oui  | Java oriental                         |
| 79   | Cicalengka          | 44 886     | 116 638    | 180 633   | non  | Java occidental                       |
| 80   | Lawang              | 48 440     | 122 618    | 179 408   | non  | Java oriental                         |
| 81   | Pamulang            | ...        | 163 620    | 178 961   | non  | Java occidental                       |
| 82   | Tanjung Morawa      | 74 629     | 124 350    | 173 599   | non  | Sumatra du Nord                       |
| 83   | Hamparan Perak      | 38 723     | 108 315    | 172 106   | non  | Sumatra du Nord                       |
| 84   | Serang              | 122 429    | 150 401    | 170 584   | non  | Banten                                |
| 85   | Rancaekek           | 23 331     | 114 364    | 170 208   | non  | Java occidental                       |
| 86   | Soreang             | 22 495     | 113 286    | 169 331   | non  | Java occidental                       |
| 87   | Sunggal             | 92 341     | 133 110    | 168 821   | non  | Sumatra du Nord                       |
| 88   | Lubuklinggau        | 53 627     | 111 224    | 167 524   | oui  | Sumatra du Sud                        |
| 89   | Purwodadi           | 59 883     | 116 759    | 167 474   | non  | Java central                          |
| 90   | Gunung Putri        | 62 406     | 112 475    | 164 605   | non  | Java occidental                       |
| 91   | Metro               | 73 259     | 118 725    | 163 715   | non  | Lampung                               |
| 92   | Sukaraja            | ...        | 147 362    | 161 179   | non  | Java occidental                       |
| 93   | Astanajapura        | 80 445     | 122 266    | 159 766   | non  | Java occidental                       |
| 94   | Pasuruan            | 152 075    | 157 215    | 158 704   | oui  | Java oriental                         |
| 95   | Pasarkemis          | ...        | 144 570    | 158 125   | non  | Banten                                |
| 96   | Karang Tengah       | 28 062     | 101 430    | 157 751   | non  | Java occidental                       |
| 97   | Kebumen             | 76 742     | 118 538    | 156 303   | non  | Java central                          |
| 98   | Dumai               | 80 859     | 119 317    | 154 374   | oui  | Riau                                  |
| 99   | Tanjungbalai        | 81 160     | 119 112    | 152 883   | non  | Sumatra du Nord                       |
| 100  | Gorontalo           | 94 058     | 126 407    | 151 802   | oui  | Gorontalo                             |
| 101  | Cianjur             | 114 335    | 136 070    | 151 125   | oui  | Java occidental                       |
| 102  | Baturaja            | 52 302     | 102 950    | 151 035   | non  | Sumatra du Sud                        |
| 103  | Sidoarjo            | 72 521     | 113 524    | 151 009   | non  | Java oriental                         |
| 104  | Waru                | 124 282    | 140 285    | 150 137   | non  | Java oriental                         |
| 105  | Cikampek            | ...        | 136 496    | 149 294   | non  | Java occidental                       |
| 106  | Ciomas              | 187 379    | 156 395    | 148 818   | non  | Java occidental                       |
| 107  | Weru                | 83 843     | 118 694    | 147 947   | non  | Java occidental                       |
| 108  | Paseh               | 29 697     | 89 634     | 146 837   | non  | Java occidental                       |
| 109  | Teluknaga           | 41 718     | 93 597     | 146 829   | non  | Banten                                |
| 110  | Bitung              | 73 339     | 145 912    | 145 912   | oui  | Sulawesi du Nord                      |
| 111  | Ungaran             | 44 575     | 95 949     | 144 806   | non  | Java central                          |
| 112  | Cisaat              | ...        | 132 176    | 144 569   | non  | Java occidental                       |
| 113  | Singaraja           | 75 336     | 111 969    | 143 583   | non  | Bali                                  |
| 114  | Adiwerna            | 82 627     | 115 442    | 142 398   | non  | Java central                          |
| 115  | Pringsewu           | 36 444     | 92 159     | 141 979   | non  | Lampung                               |
| 116  | Jayapura            | 94 747     | 120 283    | 140 723   | oui  | Papouasie                             |
| 117  | Kisaran             | 74 679     | 108 906    | 139 200   | non  | Sumatra du Nord                       |
| 118  | Baleendah           | ...        | 127 032    | 138 943   | non  | Java occidental                       |
| 119  | Subang              | 73 027     | 107 941    | 138 461   | non  | Java occidental                       |
| 120  | Indramayu           | 56 447     | 96 378     | 136 071   | oui  | Java occidental                       |
| 121  | Padalarang          | 66 477     | 102 494    | 135 214   | non  | Java occidental                       |
| 122  | Payakumbuh          | 50 475     | 95 485     | 134 820   | non  | Sumatra occidental                    |
| 123  | Martapura           | 105 136    | ...        | 134 818   | non  | Kalimantan du Sud                     |
| 124  | Blitar              | 112 986    | 126 453    | 134 570   | oui  | Java oriental                         |
| 125  | Pati                | 59 352     | 97 763     | 134 544   | non  | Java central                          |
| 126  | Balaraja            | ...        | 122 009    | 133 449   | non  | Banten                                |
| 127  | Lumajang            | 69 551     | 103 336    | 132 769   | non  | Java oriental                         |
| 128  | Sorong              | 79 657     | ...        | 132 700   | oui  | Papouasie                             |
| 129  | Jombang             | 92 607     | 115 007    | 131 155   | non  | Java oriental                         |
| 130  | Pamanukan           | 31 432     | 83 780     | 131 009   | non  | Java occidental                       |
| 131  | Tanjung Pinang      | 89 912     | 112 846    | 130 725   | oui  | Îles Riau                             |
| 132  | Cileunyi            | 24 403     | 78 031     | 130 646   | non  | Java occidental                       |
| 133  | Ketapang            | 30 495     | 77 765     | 130 529   | oui  | Java occidental                       |
| 134  | Rangkasbitung       | ...        | 118 958    | 130 112   | non  | Banten                                |
| 135  | Klaten              | 103 327    | 119 330    | 129 689   | oui  | Java central                          |
| 136  | Taman               | ...        | 123 138    | 128 157   | non  | Java oriental                         |
| 137  | Babakan             | ...        | 116 987    | 127 956   | non  | Java occidental                       |
| 138  | Pangkalpinang       | 108 377    | 120 535    | 127 854   | oui  | Îles Bangka Belitung                  |
| 139  | Ciamis              | ...        | 115 890    | 126 756   | non  | Java occidental                       |
| 140  | Kresek              | 20 332     | 79 750     | 126 388   | non  | Banten                                |
| 141  | Garut               | 95 811     | 113 605    | 125 866   | oui  | Java occidental                       |
| 142  | Kedungwuni          | 76 948     | 102 946    | 123 378   | non  | Java central                          |
| 143  | Sukaraja            | ...        | 112 438    | 122 980   | non  | Java occidental                       |
| 144  | Pangkah             | 63 743     | 94 740     | 121 771   | non  | Java central                          |
| 145  | Sepatan             | ...        | 111 018    | 121 427   | non  | Banten                                |
| 146  | Batang              | 78 736     | 102 672    | 120 970   | non  | Java central                          |
| 147  | Pare-Pare           | 84 093     | 103 651    | 117 647   | oui  | Sulawesi du Sud                       |
| 148  | Tebingtinggi        | 116 749    | 117 346    | 117 127   | non  | Sumatra du Nord                       |
| 149  | Tanjung Balai-Meral | 56 997     | ...        | 117 062   | non  | Riau                                  |
| 150  | Sawangan            | 91 134     | ...        | 116 947   | non  | Java occidental                       |
| 151  | Arjawinangun        | 53 561     | 85 444     | 115 308   | non  | Java occidental                       |
| 152  | Mojokerto           | 96 626     | 107 697    | 114 295   | oui  | Java oriental                         |
| 153  | Ciparay             | 111 467    | 113 745    | 114 052   | non  | Java occidental                       |
| 154  | Kemang              | ...        | 104 075    | 113 833   | non  | Java occidental                       |
| 155  | Purworejo           | 56 355     | 86 484     | 113 553   | non  | Java central                          |
| 156  | Cisarua             | 53 417     | 84 315     | 112 985   | non  | Java occidental                       |
| 157  | Cirebon Utara       | 22 384     | 68 460     | 112 727   | non  | Java occidental                       |
| 158  | Citeureup           | 105 079    | 108 902    | 110 327   | non  | Java occidental                       |
| 159  | Banyuwangi          | 89 877     | 102 422    | 110 313   | non  | Java oriental                         |
| 160  | Sungai Penuh        | 30 646     | 68 426     | 110 303   | oui  | Jambi                                 |
| 161  | Prabumulih          | 62 970     | 88 614     | 109 990   | oui  | Sumatra du Sud                        |
| 162  | Magelang            | 123 156    | 115 594    | 109 496   | oui  | Java central                          |
| 163  | Tanete              | ...        | 98 570     | 107 713   | non  | Sulawesi du Sud                       |
| 164  | Sumber              | 29 775     | 67 750     | 107 253   | non  | Java occidental                       |
| 165  | Bontang             | 66 842     | ...        | 107 111   | oui  | Kalimantan oriental                   |
| 166  | Ngamprah            | ...        | 97 449     | 106 586   | non  | Java occidental                       |
| 167  | Grogol              | 63 902     | 87 418     | 106 333   | non  | Java central                          |
| 168  | Pandeglang          | 30 666     | 67 711     | 105 424   | non  | Banten                                |
| 169  | Rantauprapat        | 83 912     | ...        | 105 379   | non  | Sumatra du Nord                       |
| 170  | Belawan             | 83 666     | ...        | 105 070   | non  | Sumatra du Nord                       |
| 171  | Singkawang          | 79 260     | 94 009     | 104 798   | oui  | Kalimantan occidental                 |
| 172  | Talang              | 62 157     | 85 677     | 104 741   | non  | Java central                          |
| 173  | Ternate             | 83 567     | 95 921     | 103 928   | oui  | Moluques du Nord                      |
| 174  | Depok               | 106 825    | 105 974    | 103 682   | oui  | Yogyakarta                            |
| 175  | Cikarang            | 129 053    | 113 639    | 103 308   | non  | Java occidental                       |
| 176  | Pariaman            | 36 947     | 71 720     | 102 679   |      | Sumatra occidental                    |
| 177  | Wonosobo            | 42 615     | 72 785     | 102 620   | non  | Java central                          |
| 178  | Bukittinggi         | 72 093     | 89 393     | 102 521   | oui  | Sumatra occidental                    |
| 179  | Dukuhturi           | 70 855     | 88 796     | 101 894   | non  | Java central                          |
| 180  | Padang Sidempuan    | 91 153     | 97 505     | 101 443   | non  | Sumatra du Nord                       |
| 181  | Ciledug             | ...        | 92 355     | 101 014   | non  | Java occidental                       |
| 182  | Tarakan             | 75 508     | 89 161     | 100 488   | oui  | Kalimantan oriental                   |
| 183  | Majalengka          | 28 864     | 64 152     | 100 342   | non  | Java occidental                       |
| 184  | Pamekasan           | 48 654     | 75 641     | 100 167   | non  | Java oriental                         |
| 185  | Tembilahan          | 47 900     | 74 601     | 100 059   | non  | Riau                                  |

### Sources
- (de) Cet article est partiellement ou en totalité issu de l’article de Wikipédia en allemand intitulé « Liste der Städte in Indonesien » (voir la liste des auteurs).